# Passiflora baueri
Passiflora baueri là một loài thực vật có hoa trong họ Lạc tiên. Loài này được (Lindl.) Mast. mô tả khoa học đầu tiên năm 1871.